# Aktasch (Fluss)
Der Aktasch (russisch Акта́ш) ist ein linker Nebenfluss des Sulak in der russischen Republik Dagestan.
Der Aktasch entspringt an der Nordflanke des Andijski-Kammes. Im Oberlauf bildet er einen Gebirgsfluss. Er durchfließt das Bergland unweit der Grenze zu Tschetschenien in nördlicher Richtung. Er nimmt dabei den Salassu von rechts auf. Später durchfließt er die Großstadt Chassawjurt. Im Unterlauf erreicht er das Tiefland. Er nimmt die beiden Flüsse Jaryksu und Aksai von links auf. Schließlich wendet er sich nach Osten und mündet schließlich in den Sulak. Der Unterlauf des Aktasch ist kanalisiert.
Der Aksai hat eine Länge von 156 km. Er entwässert ein Areal von 3390 km². Das Flusswasser wird zu Bewässerungszwecken abgeleitet.